# 994
| 994                |
| ------------------ |
| Dødsfald - Fødsler |
|                    |

| Gregoriansk kalender | 994 CMXCIV              |
| Ab urbe condita      | 1747                    |
| Armensk kalender     | 443 ԹՎ ՆԽԳ              |
| Kinesiske kalender   | 3690 – 3691 癸巳 – 甲午 |
| Etiopisk kalender    | 986 – 987               |
| Jødisk kalender      | 4754 – 4755             |
| Hindukalendere       |                         |
| - Vikram Samvat      | 1049 – 1050             |
| - Shaka Samvat       | 916 – 917               |
| - Kali Yuga          | 4095 – 4096             |
| Iransk kalender      | 372 – 373               |
| Islamisk kalender    | 384 – 385               |

Se også 994 (tal)

## Begivenheder
- Quedlinburg for byrettigheder